# Planococcaceae
Planococcaceae è una famiglia di batteri appartenente all'ordine dei Bacillales. Essa comprende i seguenti generi: 
- Filibacter
- Kurthia
- Planococcus
- Planomicrobium
- Sporosarcina